# Segon govern de transició de la Generalitat Valenciana
El segon govern de transició de la Generalitat Valenciana gou el gabinet executiu de la Generalitat Valenciana esdevingut després del canvi en la presidència d'Enric Monsonís (UCD) a Joan Lerma (PSPV-PSOE) el desembre de 1982.
L'etapa de transició de la Generalitat, tant pel que fa a l'executiu com al legislatiu (vegeu: Etapa transitòria de les Corts Valencianes), comprén entre l'aprovació de l'Estatut d'Autonomia i la convocatòria de les primeres eleccions autonòmiques al País Valencià celebrades el maig de 1983.

## Composició[1]
| Presidència         | Partit |
| ------------------- | ------ |
| Joan Lerma i Blasco |        |

| Conselleria                                        | Conseller                | Partit      |
| -------------------------------------------------- | ------------------------ | ----------- |
| Vicepresidència                                    | Felip Guardiola Sellés   |             |
| Conselleria de Governació                          | Felip Guardiola Sellés   |             |
| Conselleria d'Hisenda                              | Antoni Birlanga Casanova |             |
| Conselleria de Cultura, Educació i Ciència         | Ciprià Císcar i Casaban  |             |
| Conselleria de Sanitat, Treball i Seguretat Social | Ángel Luna González      |             |
| Conselleria d'Indústria i Comerç                   | Segundo Bru Parra        |             |
| Conselleria d'Obres Públiques i Urbanisme          | Luis Verdú López         |             |
| Conselleria d'Agricultura, Pesca i Alimentació     | Manuel Tarancón Fandós   |             |
| Conselleria de Turisme i Transport                 | Vicente Gómez Chirivella |             |
| Consellers sense cartera                           | Enric Monsonís i Domingo |             |
| Consellers sense cartera                           | Jorge Navarro Canuto     |             |
| Consellers sense cartera                           | Josep Lluís Sorribes Mur |             |
| Consellers sense cartera                           | Amparo Cabanes Pecourt   | Independent |